# إجلاء المدنيين في اليابان خلال الحرب العالمية الثانية

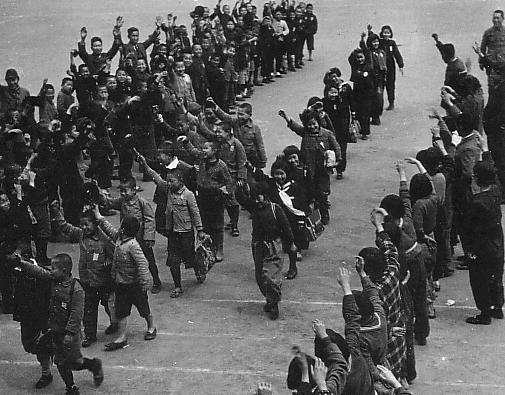
أطفال تم إجلاؤهم في أغسطس 1944

تم تهجير حوالي 8.5 مليون مدني ياباني من منازلهم بين عامي 1943 و1945 نتيجة للغارات الجوية التي شنتها القوات الجوية لجيش الولايا المتحدة (USAAF) على اليابان خلال الحرب العالمية الثانية . بدأت عمليات الإخلاء هذه في ديسمبر 1943 كبرنامج حكومي تطوعي لإعداد المدن الرئيسية في البلاد لغارات القصف بإجلاء الأطفال والنساء والمسنين إلى المدن الريفية. بعد أن بدأت القاذفات الأمريكية في تدمير مدن بأكملها في عام 1945  فر ملايين آخرون إلى الريف.

## خلفية
قبل حرب المحيط الهادئ وخلال السنوات الأولى من هذا الصراع، ركزت الحكومة اليابانية قليلاً على إعداد تدابير الدفاع المدني في حالة الغارات الجوية على البلاد. دعت التوجيهات التي تم إعدادها للمدنيين إلى البقاء في المدن التي تعرضت للهجوم لمحاربة حرائق الغارات الحارقة كجزء من جمعيات الأحياء. 
أدت سلسلة الهزائم التي تعرض لها الجيش الياباني خلال النصف الثاني من عام 1942 وعام 1943 إلى تطبيق سياسات لحماية المدنيين من الهجمات الجوية. توقعت هذه التدابير بدء الهجمات على الجزر اليابانية الأصلية إذا تم الاستيلاء على جزر ماريانا من قبل الولايات المتحدة.  في أواخر عام 1943، وضعت حكومة اليابان خططًا لإجلاء الموظفين غير الأساسيين من طوكيو وناغويا وأوساكا والمدن في شمال كيوشو. عارض رئيس الوزراء هيديكي توجي في البداية تنفيذ هذه الخطط بسبب الأضرار التي من المحتمل أن تسببها للتلاحم المعنوي والأسري، لكنه وافق عليها في النهاية لتقليل الخسائر في صفوف المدنيين إلى الحد الأدنى بحيث يمكن تجديد سكان اليابان للحروب المستقبلية.  قرر مجلس الوزراء الياباني رسميًا البدء في عمليات الإجلاء في 15 أكتوبر 1943. 

## الإجلاء
أطلقت الحكومة برنامج إخلاء طوعي في ديسمبر 1943 شجع كبار السن والأطفال وأمهاتهم على الانتقال من المدن الرئيسية والبقاء في منازل الأصدقاء والأقارب في المناطق الريفية. قدمت الحكومة للمدنيين القليل من المساعدة للإجلاء.   تم إجلاء عدد قليل من الأشخاص حتى الغارة الأولى التي قامت بها قاذفات القنابل الأمريكية الثقيلة على اليابان، وهي الهجوم على يوكاتا، في يونيو 1944، وبعد ذلك حثت الحكومة العائلات على إجلاء أطفالها.  ونتيجة لذلك، انتقل 459000 طفل وأولياء أمورهم للبقاء مع الأصدقاء والأقارب. بالنسبة للأسر التي ليس لها أي اتصال في الريف، تم إجلاء فصول مدرسية كاملة كمجموعات برفقة معلميها؛ بحلول أغسطس 1944، تم نقل 333،000 طفل إلى المناطق الريفية حيث واصلوا تعليمهم في النزل والمعابد والمباني العامة الأخرى. اضطر 343000 من سكان الحضر إلى مغادرة منازلهم عندما تم تدميرهم لإحداث حرائق نارية؛ هؤلاء الأشخاص إما انتقلوا إلى البلاد أو عاشوا في سكن مؤقت بالقرب من مكان عملهم. 
زاد عدد الأشخاص الذين تم إجلاؤهم زيادة كبيرة في عام 1945؛ كتب المؤرخ توماس ر. ه. هافنز أن حركة المدنيين اليابانيين من المدن في الأشهر الأخيرة من الحرب كانت «واحدة من هجرات التاريخ الكبيرة».  أعقاب القصف الذي تعرضت له طوكيو في الفترة من 9 إلى 10 مارس 1945 ، طُلب من جميع تلاميذ الصفوف من الثالث إلى السادس مغادرة المدن الرئيسية، وتم نقل 87 في المائة منهم إلى الريف بحلول أوائل أبريل. مع استمرار حملة القصف الأمريكي، فر ملايين المدنيين اليابانيين من منازلهم إلى المناطق الريفية، متغلبين على خطط الحكومة للإخلاء.  بحلول يونيو 1945، أصبح الملايين من المدنيين اليابانيين بلا مأوى بسبب الغارات الجوية وإجلاء الناجين يعني أن العديد من المصانع المتبقية لم تتمكن من العثور على عدد كاف من العمال.  الفترة ما بين يونيو وأغسطس 1945، ألقت القاذافات الأمريكية منشورات دعائية على العديد من المدن اليابانية محذرين من تعرضهم للقصف وحث المدنيين على الإخلاء؛ وقد أقنع هؤلاء العديد من سكان المدن بالمغادرة وقللوا من ثقة الجمهور بالجيش الياباني مع إقناع المدنيين أيضًا بأن الأميركيين كانوا يحاولون تقليل الخسائر البشرية إلى الحد الأدنى.   بشكل عام، تم تشريد 8.5 مليون مدني ياباني نتيجة للغارات الأمريكية، بما في ذلك 120،000 من سكان هيروشيما البالغ عددهم 365،000 الذين قاموا بإجلاء المدينة قبل الهجوم بالقنابل الذرية في أغسطس 1945. 